# Xanthorhoe castanea
Xanthorhoe castanea är en fjärilsart som beskrevs av W. Warren 1901. Xanthorhoe castanea ingår i släktet Xanthorhoe och familjen mätare. Inga underarter finns listade i Catalogue of Life.